# Новопавлівська сільська рада (Межівський район)
| Новопавлівська сільська рада — колишній орган місцевого самоврядування у Межівському районі Дніпропетровської області з адміністративним центром у с. Новопавлівка. Сільській раді підпорядковані населені пункти: - с. Новопавлівка - с. Дачне - с. Філія - с. Чугуєве |

## Склад ради
Рада складається з 20 депутатів та голови.

## Керівний склад сільської ради
| ПІБ                      | Основні відомості                                                                     | Дата обрання | Дата звільнення |
| ------------------------ | ------------------------------------------------------------------------------------- | ------------ | --------------- |
| Давиденко Іван Кирилович | Сільський голова, 1949 року народження, освіта, член Комуністичної партії України     | 26.03.2006   | 31.10.2010      |
| Кондратюк Інна Іванівна  | Сільський голова, 1973 року народження, освіта незакінчена вища, член Партії регіонів | 31.10.2010   | 25.10.2020      |

Примітка: таблиця складена за даними джерела